# Naranammalpuram
Naranammalpuram é uma panchayat (vila) no distrito de Tirunelveli, no estado indiano de Tamil Nadu.

## Demografia
Segundo o censo de 2001,  Naranammalpuram  tinha uma população de 15,238 habitantes. Os indivíduos do sexo masculino constituem 50% da população e os do sexo feminino 50%. Naranammalpuram tem uma taxa de literacia de 74%, superior à média nacional de 59.5%: a literacia no sexo masculino é de 79% e no sexo feminino é de 68%. Em Naranammalpuram, 11% da população está abaixo dos 6 anos de idade.